# Here-document
Here-document — спеціальний блок коду. Він використовує спеціальну форму перенаправлення системи вводу-виводу для формування вхідного потоку програми, наприклад, для передачі списку команд інтерактивній програмі типу ftp, telnet або ed. Початок і кінець блоку команд позначається спеціальною позначкою, яку визначають після знаку  << ". Цей знак має ефект перенаправлення виводу файлу в стандартний потік stdin програми чи команди.
Схематично here-document виглядає так:
```
interactive-program
 
<< EndOfFile_label

command 1

command 2

...

EndOfFile_label

```

Приклад використання Here-document для роботи з ftp:
```
#!/bin/bash

Filename
=
`
basename
 
$1
`

Server
=
"some.support.org"

Directory
=
"/work/directory"

Password
=
"some_good_password"

ftp
 
-n
 
$Server
 
<<EOF

user anonymous "$Password" # або іноді треба використати

                           # quote user anonymous "$Password"

binary

bell

cd $Directory

put "$Filename.tar.gz"

bye

EOF

exit
 
0

```